# Solms (famiglia)
I Solms sono una famiglia principesca e comitale tedesca, originaria dell'omonima località, che per quasi quattro secoli ha avuto il dominio della città e delle aree circostanti.
Secondo una genealogia non provata, la famiglia discenderebbe da Ottone, fratello di re Corrado I di Germania († 918), anche se il primo membro effettivamente documentato ed ascrivibile in qualche modo a questa casata è Marquardus de Sulmese menzionato negli scritti del monastero di Schiffenberg presso Giessen nel 1129.
I territori della casa di Solms misuravano in tutto 960 km2 e si estendevano non lontano dal fiume Lahn, tra le terre dei Nassau e dell'Assia. Il capo del ramo di Braunfels della casata divenne principe del Sacro Romano Impero nel 1742, mentre quello degli Hohensolms-Lich lo divenne nel 1792. I principati e le contee della famiglia vennero mediatizzati nel 1806 col crollo del Sacro Romano Impero.

## Storia

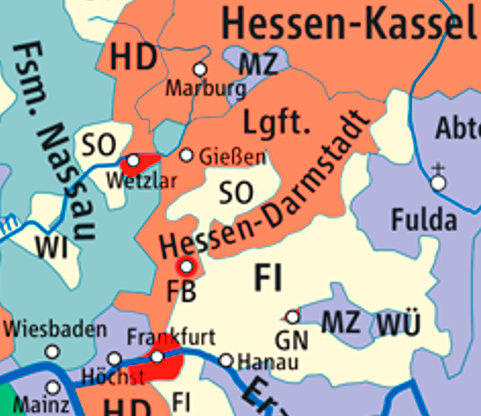
I due territori di Solms (SO)

Verso l'anno 1100 i signori di Solms costruirono il castello di Solms. Nel 1223 divennero conti del Sacro Romano Impero. Nel 1246 il castello di Braunfels viene menzionato per la prima volta, divenendo la residenza principale della famiglia dopo la distruzione di quello di Solms nel 1384.
Nel 1250 circa, la famiglia si divise nei rami di Solms-Burgsolms (a Solms e Braunfels) e Solms-Königsberg-Hohensolms al castello di Königsberg presso Biebertal, e verso il 1320 il castello di Alt-Hohensolms che era stato distrutto dalla città di Wetzlar nel 1349, viene rimpiazzato col castello di Neu-Hohensolms a Hohenahr. La linea di Königstein-Hohensolms si estinse nel 1364, lasciando Hohensolms alla linea di Burgsolms, che a sua volta più avanti si divise nelle due linee di Solms-Burgsolms (al castello di Greifenstein) e Solms-Braunfels. La linea dei conti di Solms-Burgsolms si estinse nel 1415, facendo così confluire tutte le proprietà della famiglia nelle mani dei conti di Solms-Braunfels.
Nel 1418 i conti di Falkenstein-Münzenberg si estinsero e la loro eredità venne divisa tra i conti di Solms-Braunfels, di Eppstein e d'Isenburg-Büdingen. I Solms acquisirono così Münzenberg, Greifenstein, Hungen, Lich e Laubach e nel 1461 anche Rödelheim e Assenheim.
Nel 1537 il conte Filippo di Solms-Lich (1458-1544), consigliere degli imperatori Massimiliano I e Carlo V come pure di Federico III di Sassonia, acquisì la signoria di Sonnewalde. Nel 1596 il conte Otto di Solms-Laubach acquisì la signoria di Baruth e nel 1602 ereditò Wildenfels. Questi tre possedimenti portarono ad ulteriori divisioni della casata sino al crollo del Sacro Romano Impero quando Sonnewalde e Baruth entrarono a far parte dell'Elettorato di Sassonia dal 1815.

## Rami della casata di Solms

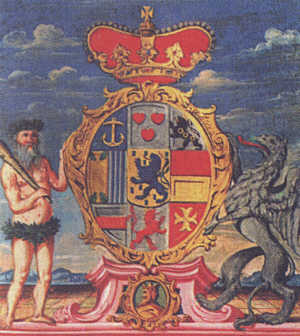
Stemma dei principi di Solms-Braunfels

La casata di Solms si divise nel corso degli secoli nei seguenti rami:
- Linea di Solms-Braunfels, dalla quale derivarono:
  - Solms-Braunfels (estinta nel 1693)
  - Solms-Hungen (estinta nel 1678 ed ereditata dai Solms-Braunfels)
  - Solms-Greifenstein (divenuti conti di Solms-Braunfels nel 1693 e principi del Sacro Romano Impero dal 1742; regnarono sino al 1806; estinta nel 1989)
- La linea di Solms-Lich si divise nel 1548 in:
  - Solms-Lich (1548–1712)
  - Solms-Hohensolms (1548, dal 1712 Solms-Hohensolms-Lich, nel 1792 principi del Sacro Romano Impero)
  - Solms-Laubach (dal 1548)
    - Solms-Sonnewalde (1561–1615)
    - Solms-Rödelheim (1607–1674)
    - Solms-Laubach (1607–1676)
    - Solms-Sonnewalde (dal 1607)
      - Solms-Sonnewalde (dal 1688)
      - Solms-Sonnewalde-Pouch (dal 1688)
      - Solms-Sonnewalde-Rösa (dal 1688)

    - Solms-Baruth (dal 1607)
      - Solms-Rödelheim-Assenheim (dal 1674)
      - Solms-Laubach (dal 1676)
      - Solms-Wildenfels
      - Solms-Utphe († 1762)
      - Solms-Baruth I
      - Solms-Baruth II (nel 1888 divennero principi in Prussia)

Tutti i territori della famiglia vennero mediatizzati a partire dal 1803, ma alla famiglia venne concesso di mantenere i propri titoli.

## La casata oggi
Il principe Giorgio Federico di Solms-Braunfels (1890-1970) lasciò i propri titoli a sua figlia Maria Gabriella (1918–2003) che aveva sposato il conte Hans Georg von Oppersdorf (1920–2003). I suoi figli portarono quindi il titolo di conti di Oppersdorf-Solms-Braunfels e rimasero proprietari del castello di Braunfels. Un altro ramo cadetto dei Solms-Braunfels si estinse nel 1989.
Gli altri rami della famiglia ad oggi sono tutti estinti. I possedimenti della casata nella Repubblica Democratica Tedesca vennero espropriati nel 1945, compresi i castelli di Sonnewalde, Baruth e Wildenfels. Vennero poi venduti altri castelli (in particolare Hohensolms, Münzenberg, Hungen e Rödelheim), ma altri invece vennero mantenuti: i principi di Solms-Hohensolms-Lich risiedettero a Lich, i conti di Solms-Laubach a Laubach (con l'Abbazia di Arnsburg), i conti di Solms-Rödelheim-Assenheim ad Assenheim ed un ramo dei conti di Solms-Sonnenwalde ereditarono nel 1914 il castello di Weldam a Hof van Twente nei Paesi Bassi di cui ancora oggi sono possessori. Il principe di Solms-Baruth ricevette le sue proprietà al castello di Baruth con la Riunificazione della Germania.

## Personalità
- Arnold von Solms († 1296), vescovo di Bamberga
- Amalia di Solms-Braunfels (1602-1675), principessa consorte e reggente dei Paesi Bassi, sposò il principe d'Orange, Federico Enrico d'Orange-Nassau
- Eberardo di Solms-Sonnenwalde (1825-1912), diplomatico tedesco
- Ermanno Massimiliano Carlo Ludovico Federico di Solms-Laubach (1842-1915), botanico tedesco
- Eleonora di Solms-Hohensolms-Lich (1871-1937), moglie del granduca Ernesto Luigi d'Assia
- Ermanno Ottone di Solms-Hohensolms-Lich, detto Ermanno Otto di Solms (n. 1940), uomo politico tedesco

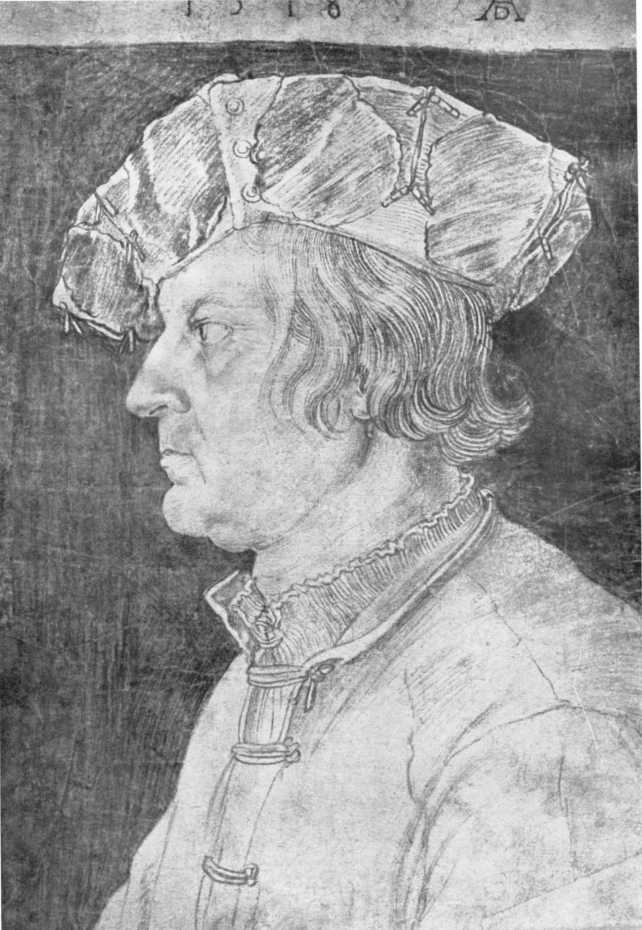
Filippo di Solms-Lich (1458-1544), in un'incisione di Albrecht Dürer
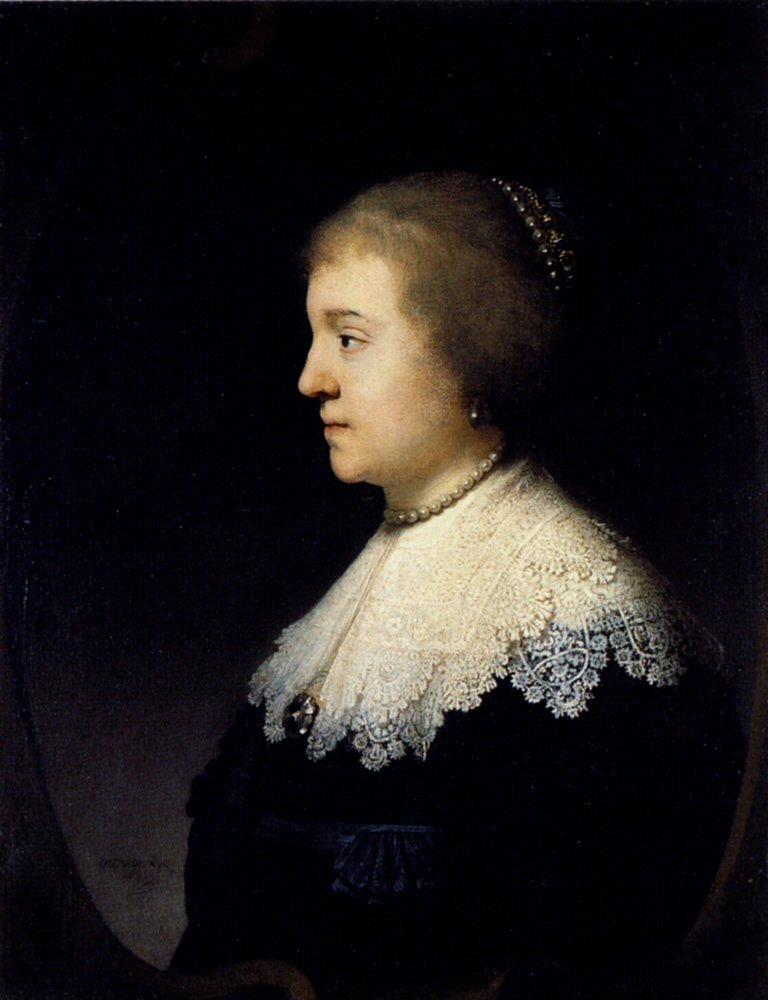
Amalia di Solms-Braunfels (1602-1675), principessa consorte e reggente dei Paesi Bassi in un ritratto di Rembrandt van Rijn
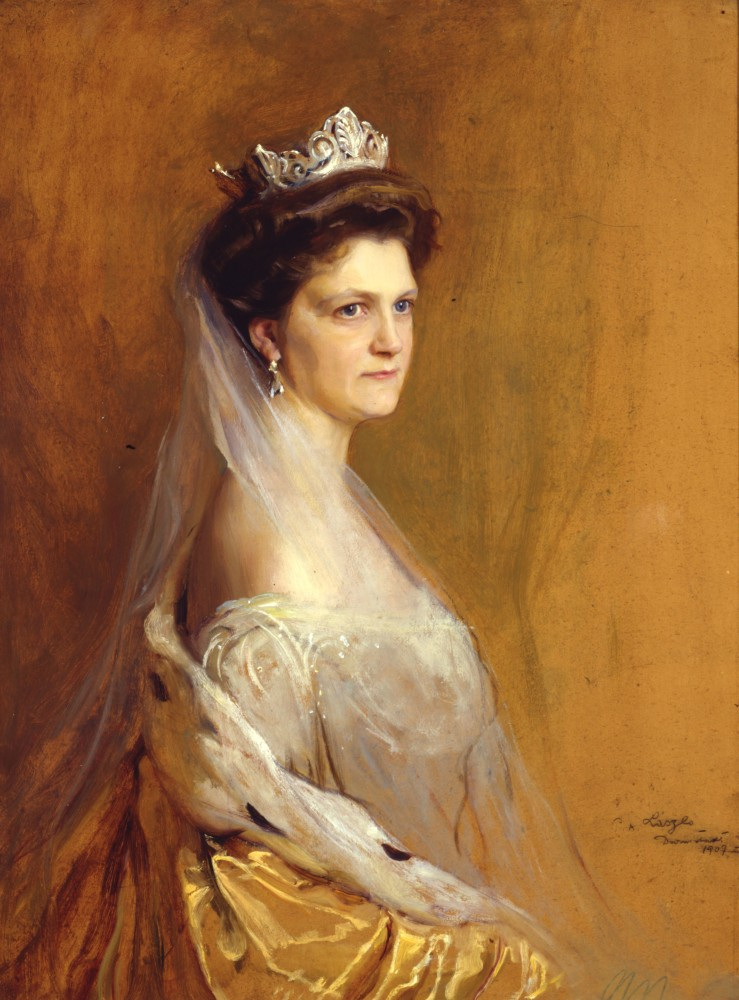
Eleonora di Solms-Hohensolms-Lich (1871-1937), granduchessa d'Assia

## Castelli

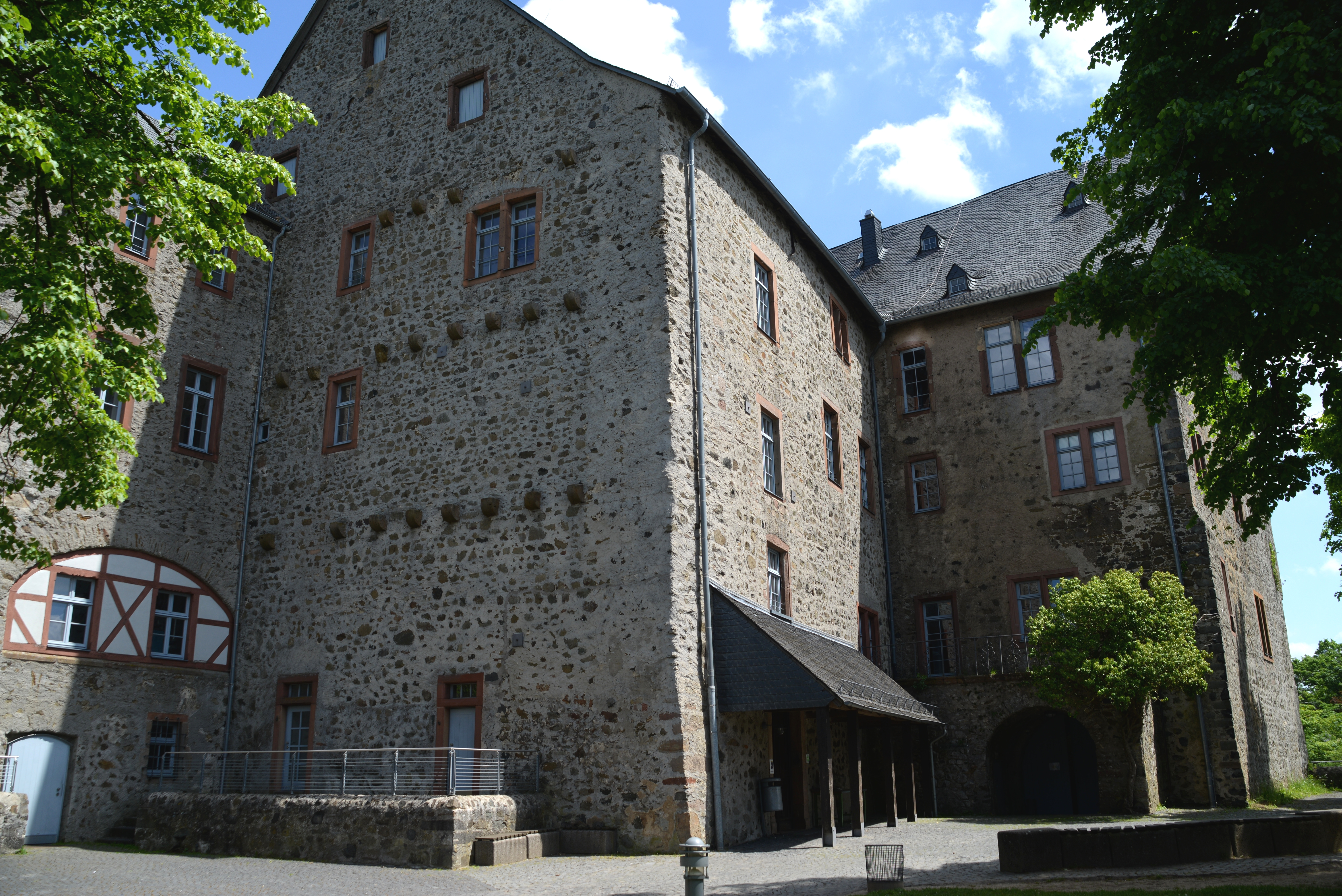
Neu-Hohensolms
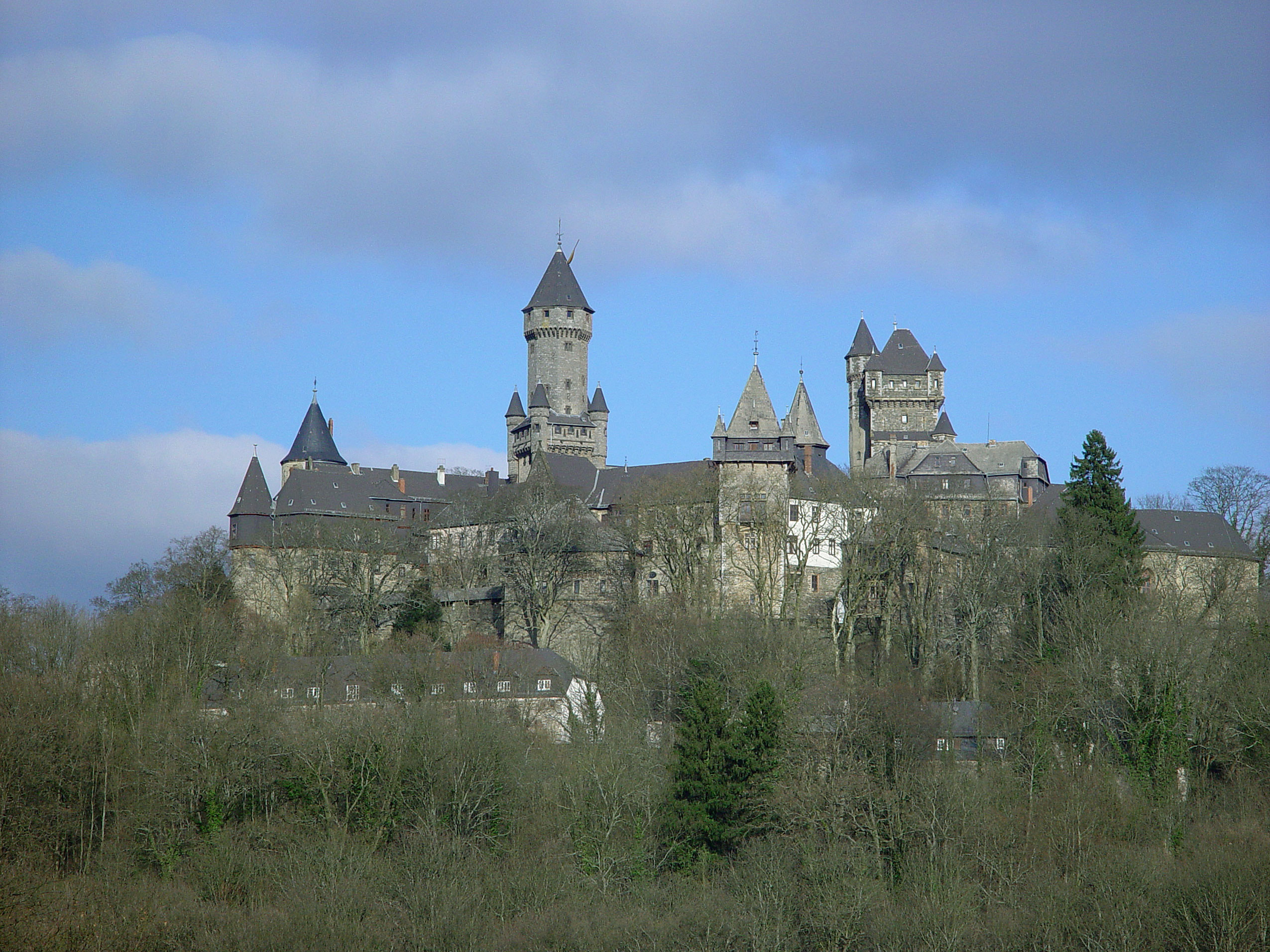
Braunfels
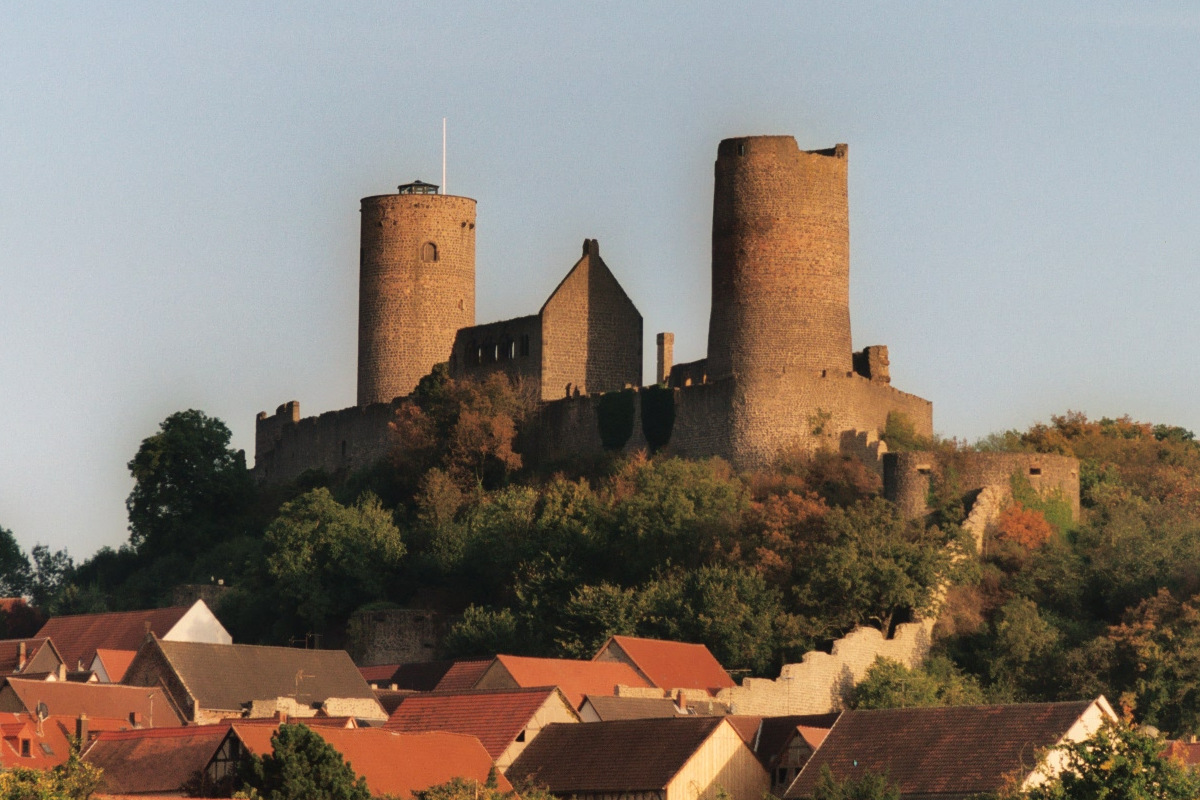
Münzenberg
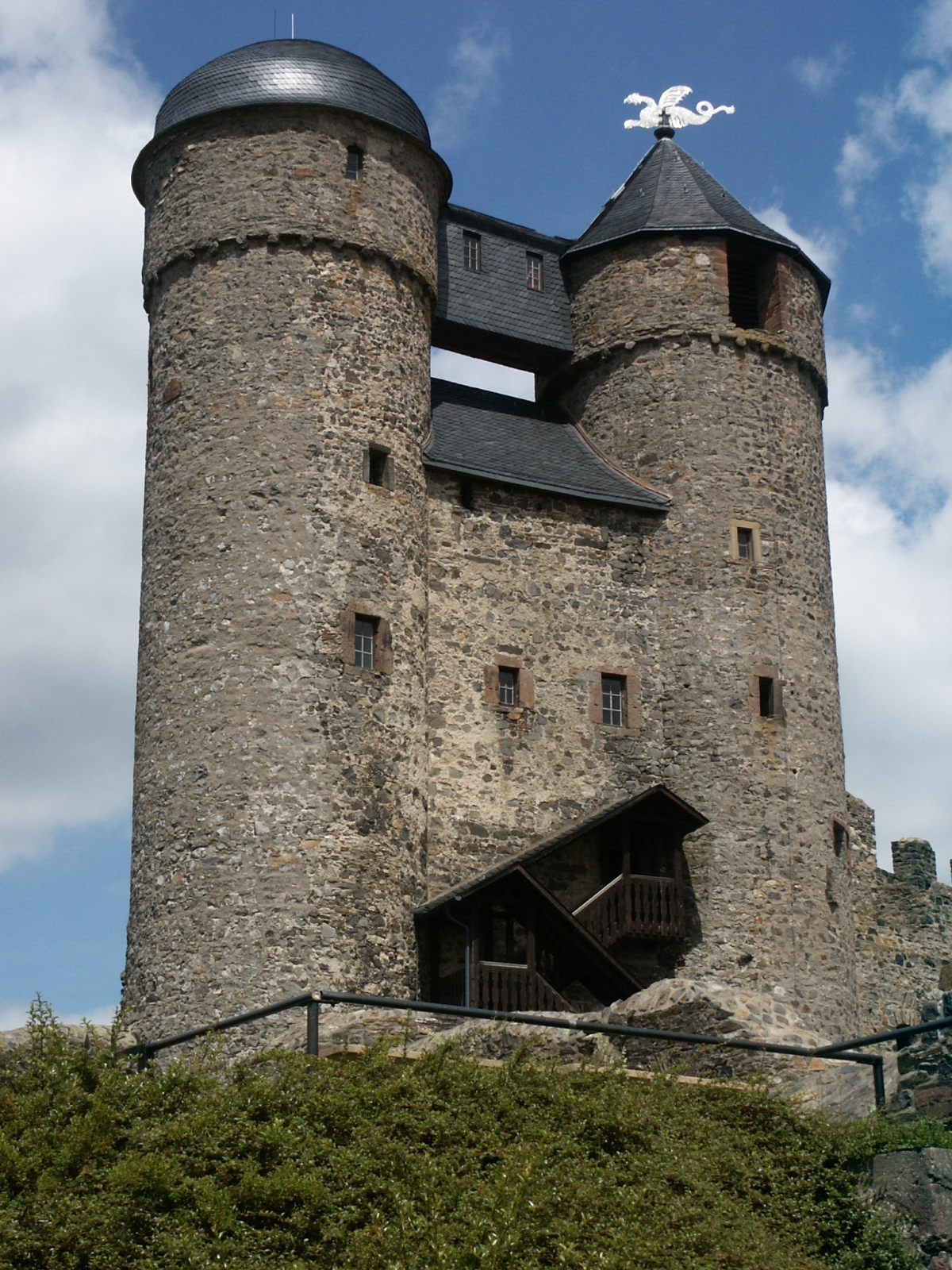
Greifenstein
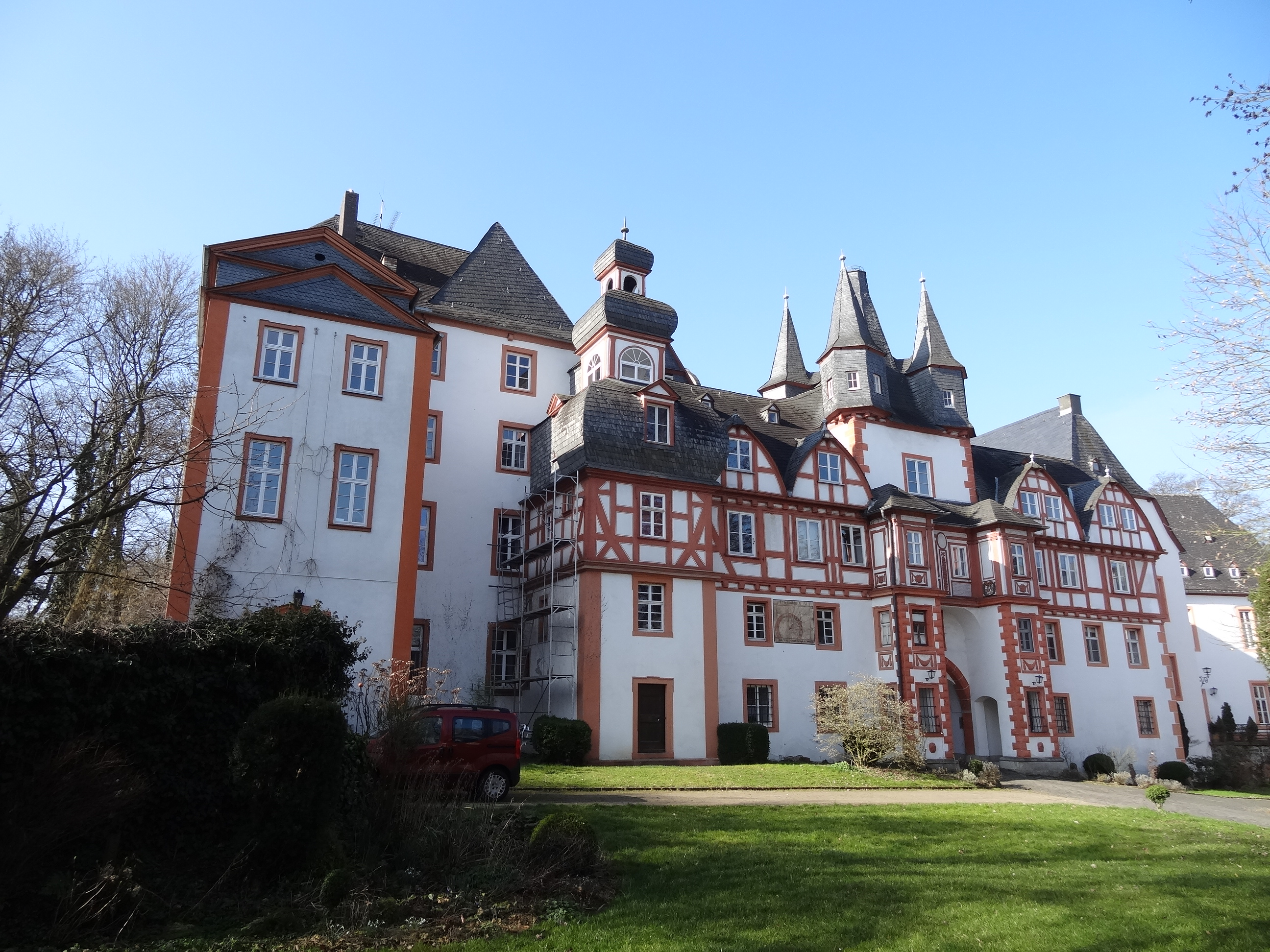
Hungen
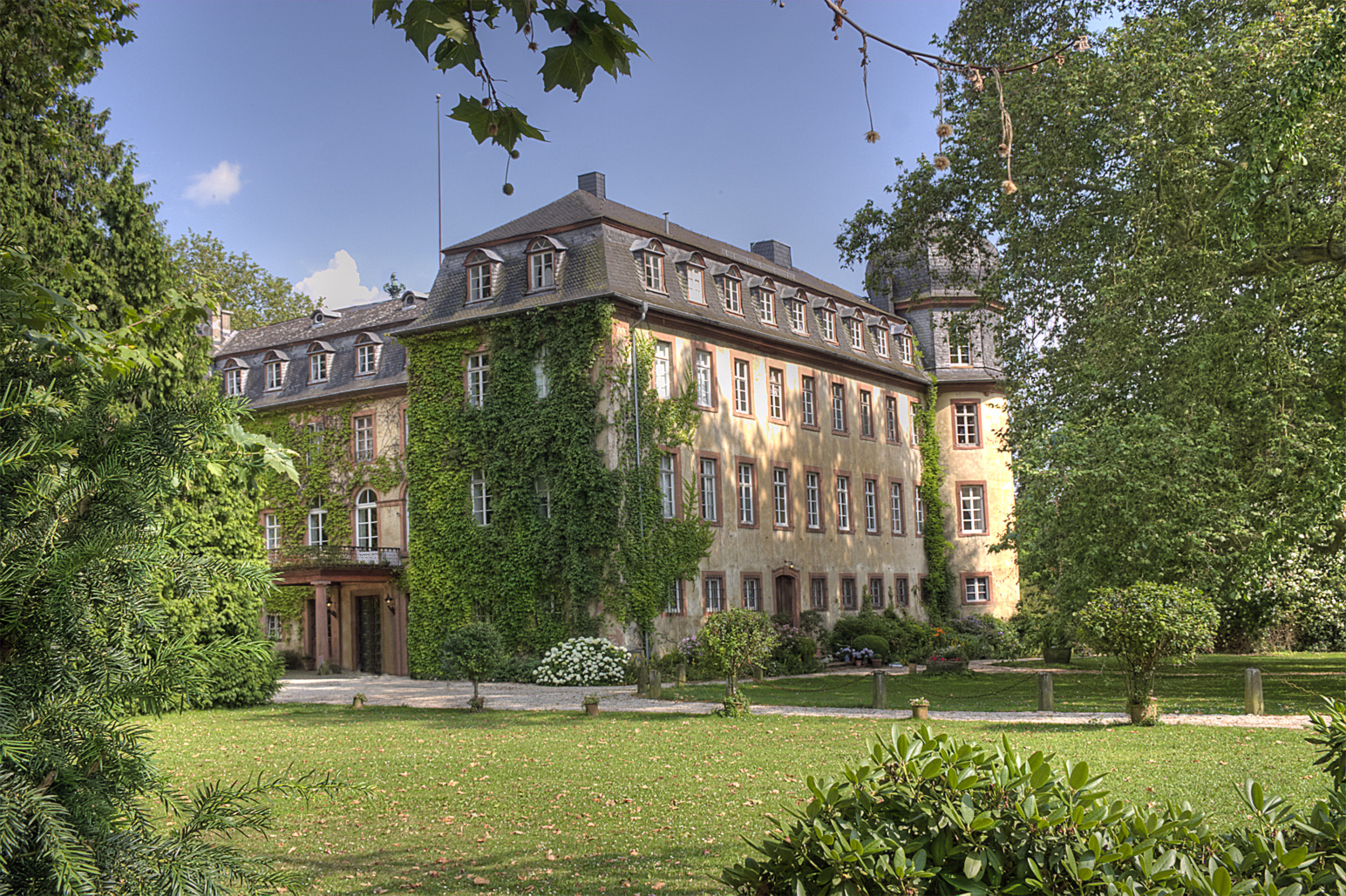
Lich
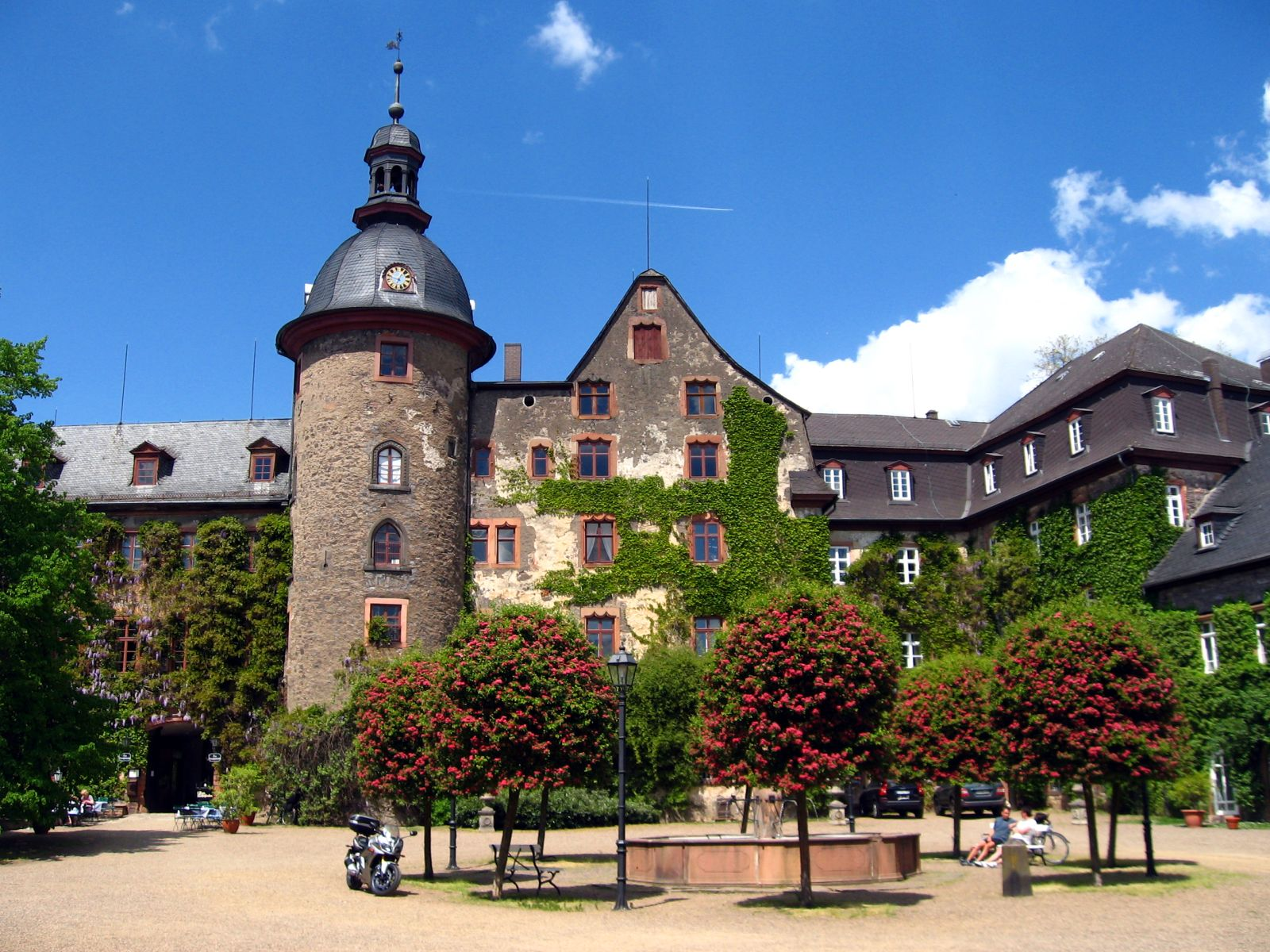
Laubach
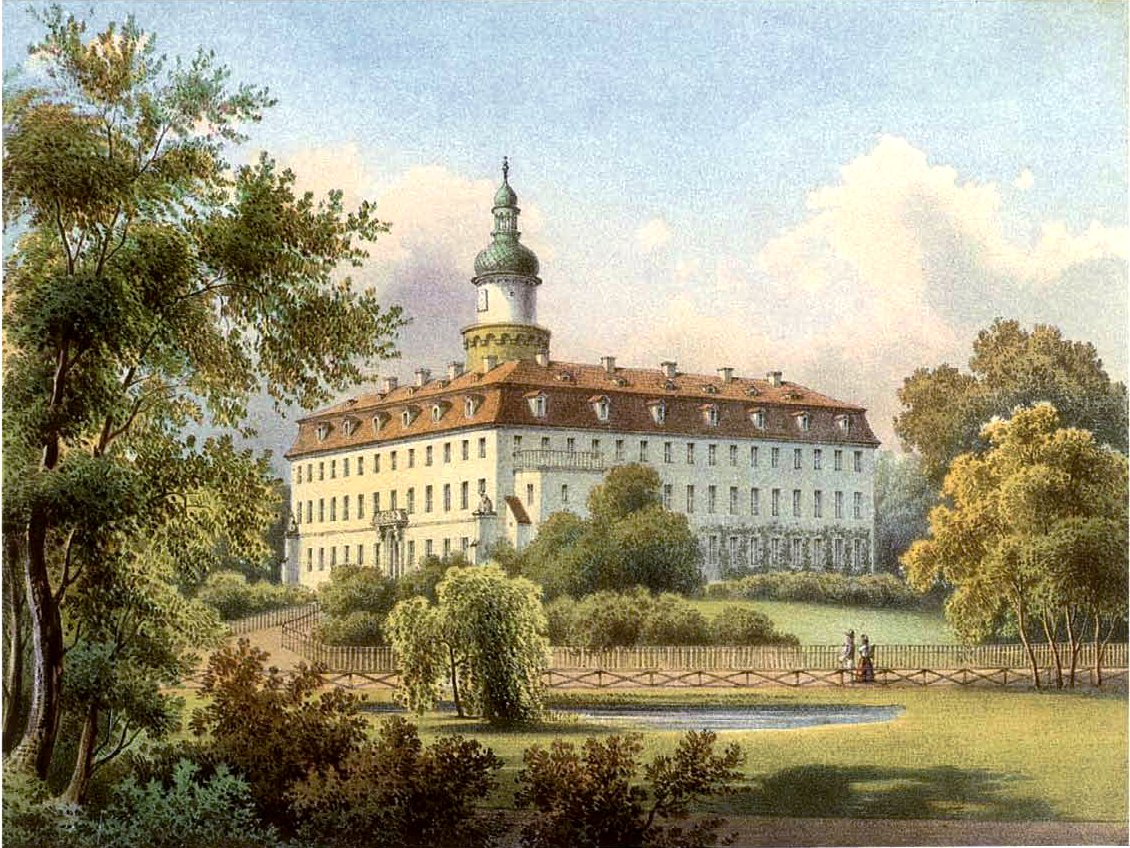
Sonnewalde
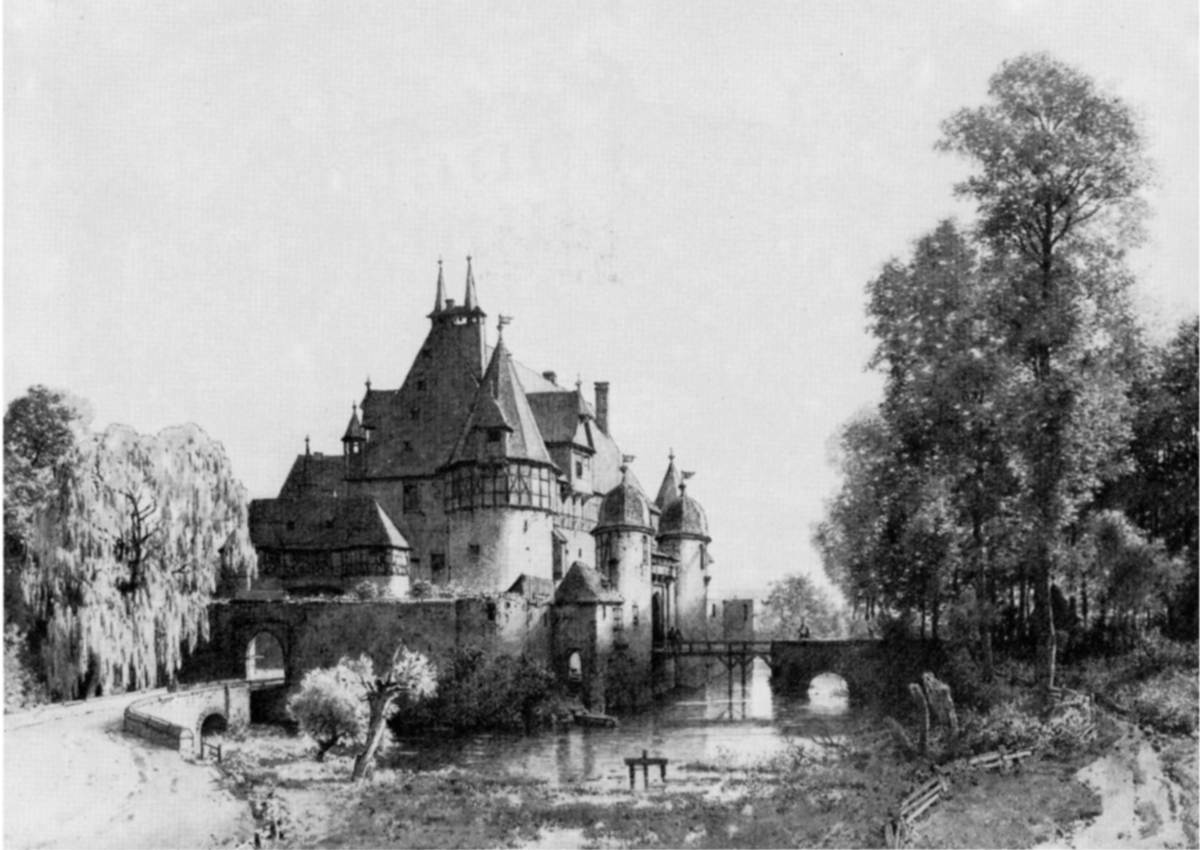
Rödelheim
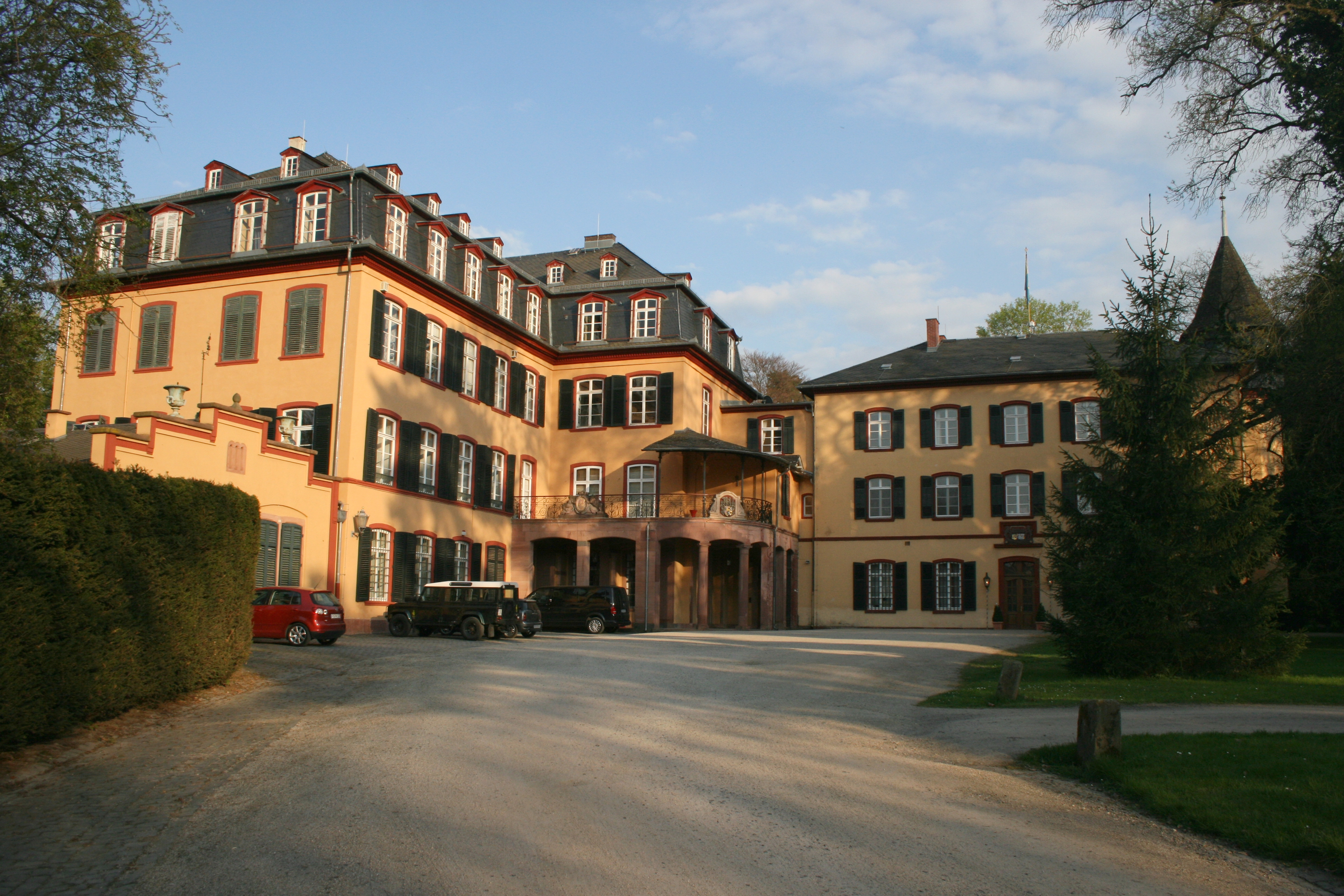
Assenheim
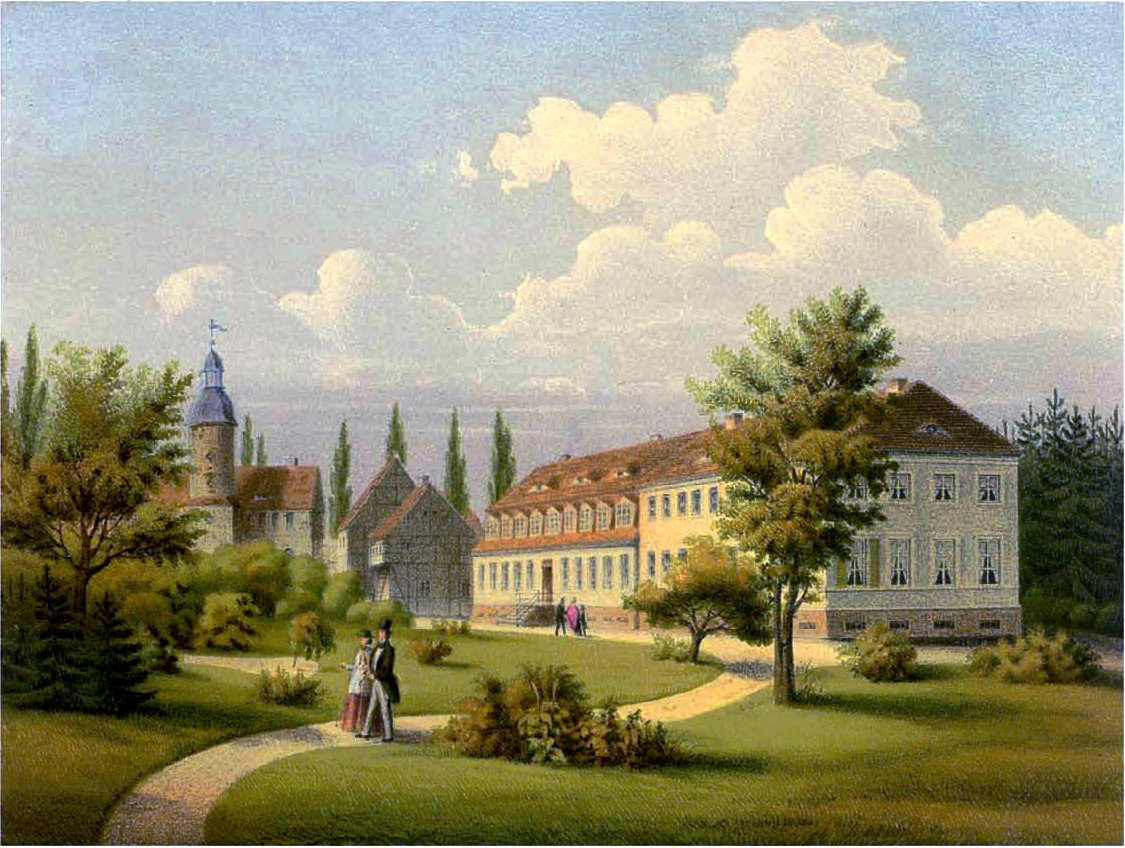
Baruth
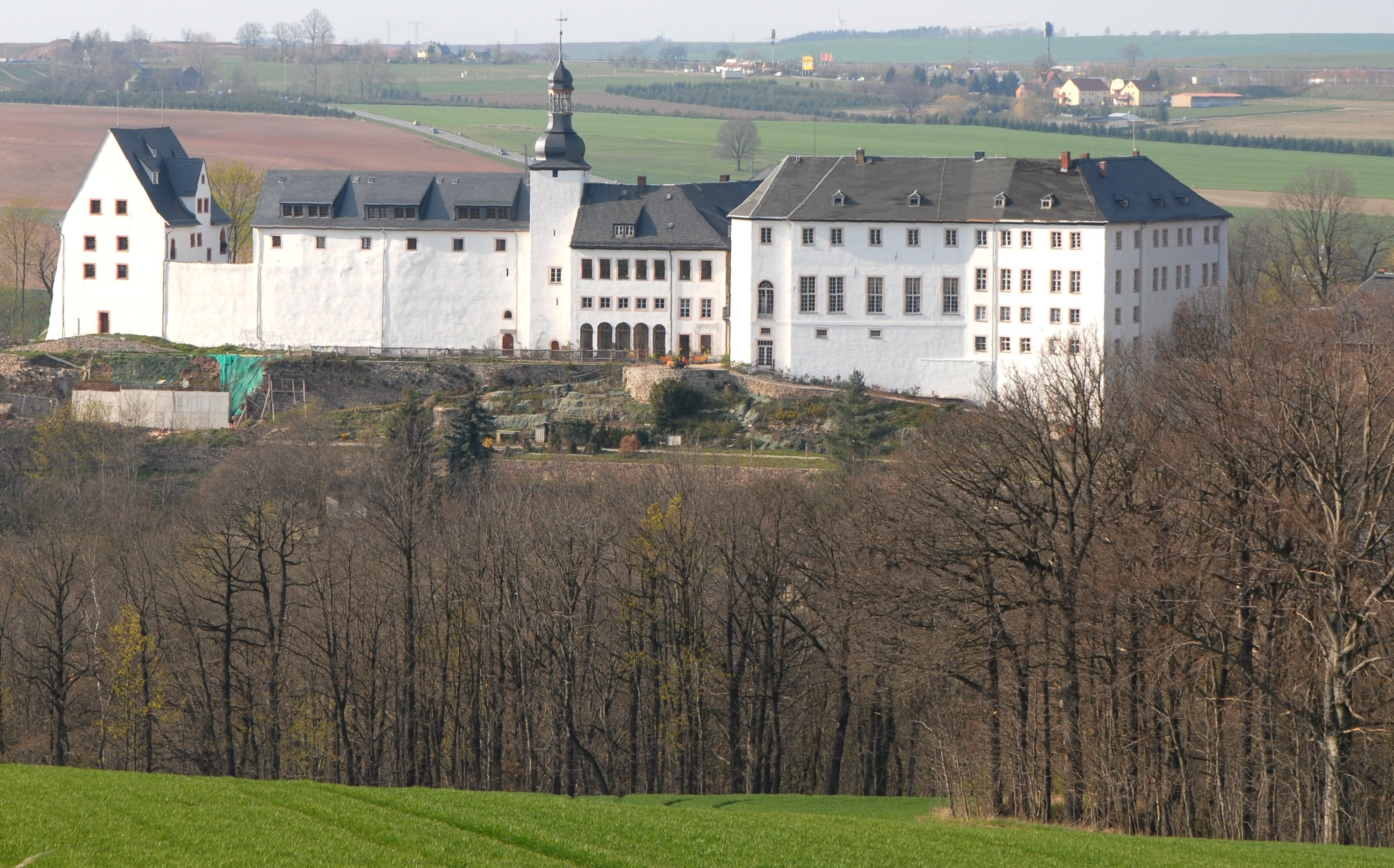
Wildenfels
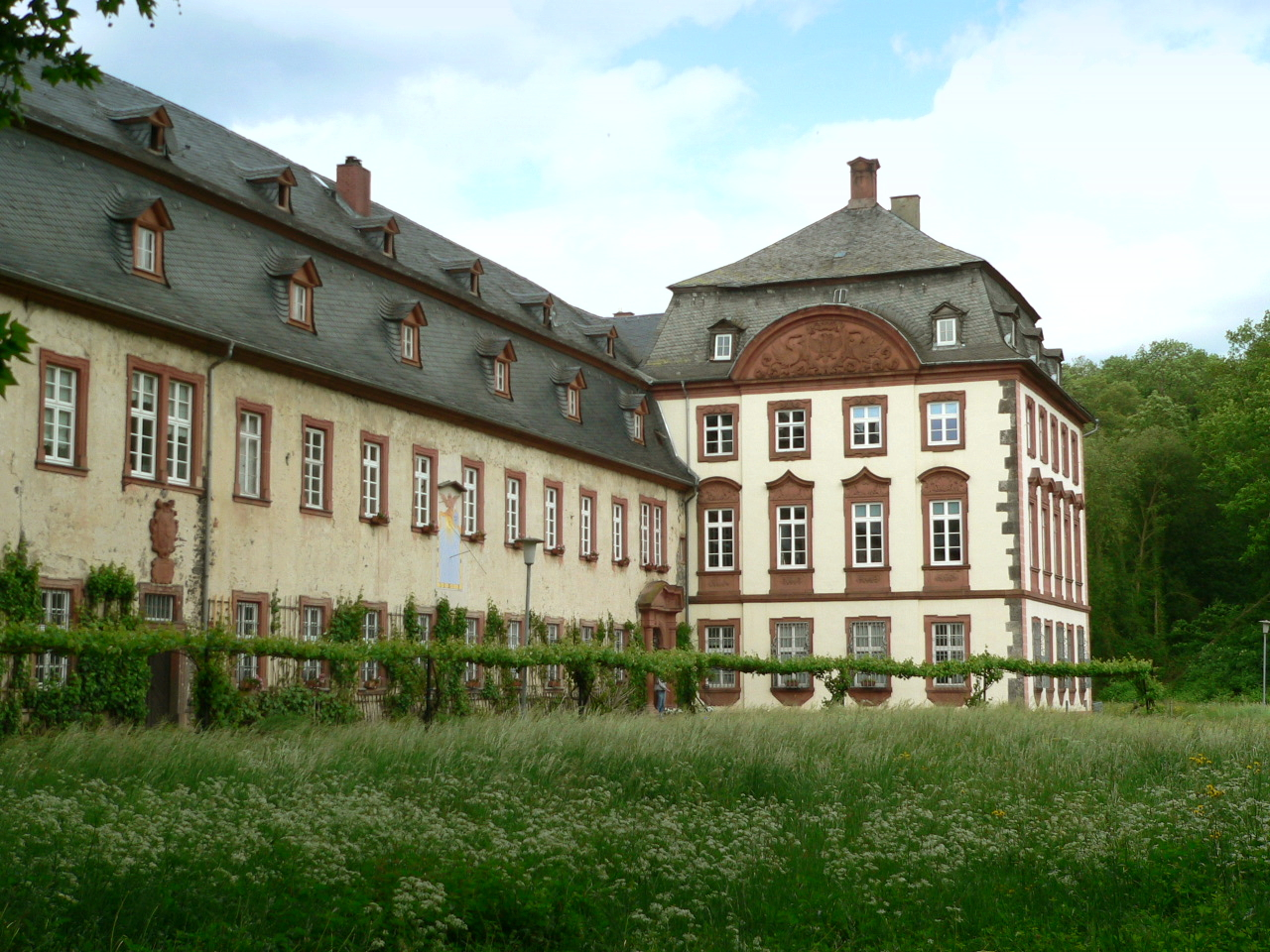
Abbazia di Arnsburg
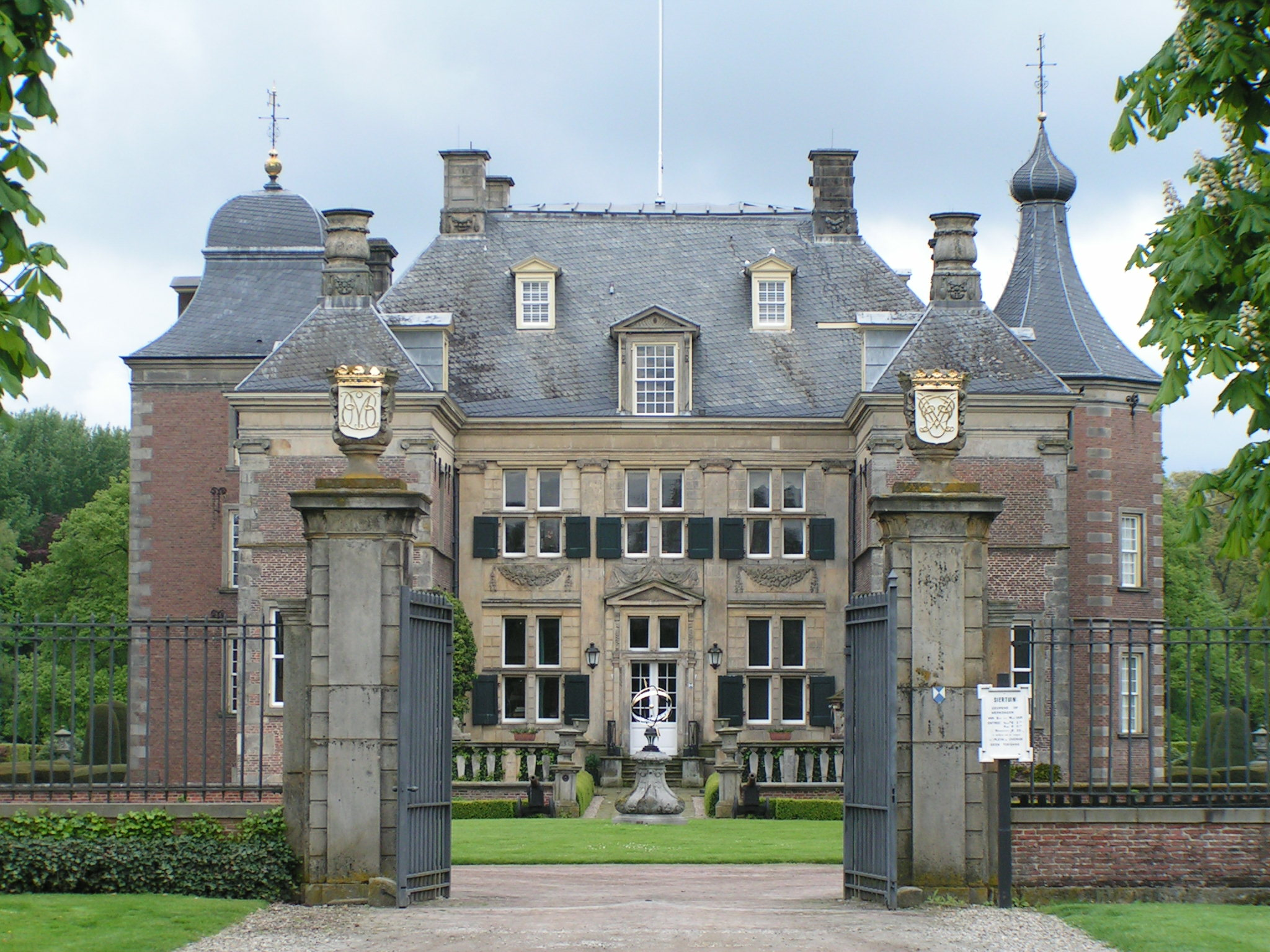
Weldam (Paesi Bassi)

## Stemmi

Solms (1232)
Solms-Königsberg-Hohensolms
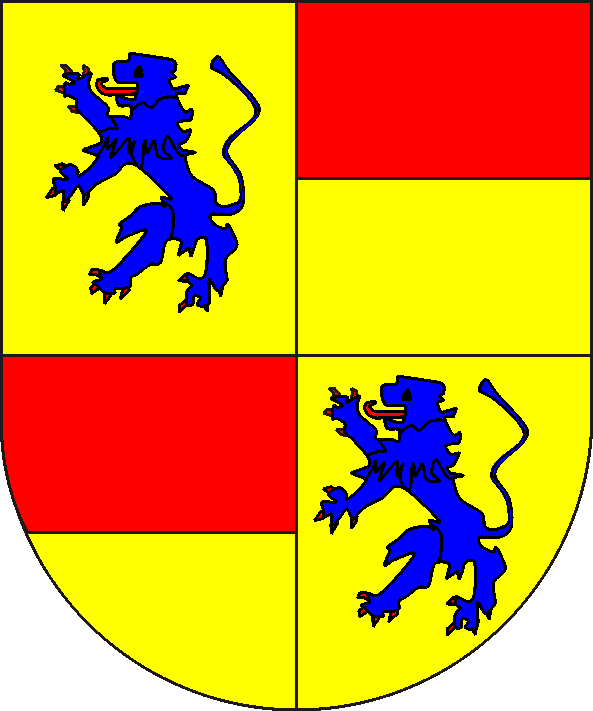
Solms-Münzenberg (1407)
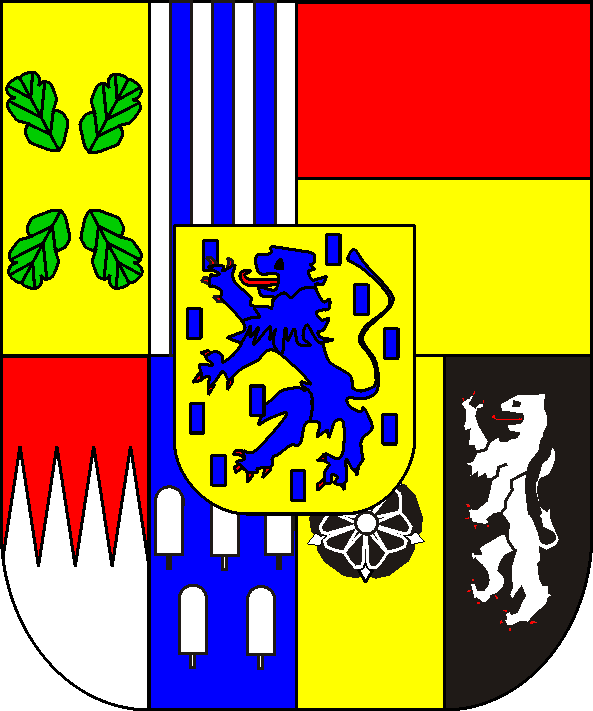
Solms-Braunfels
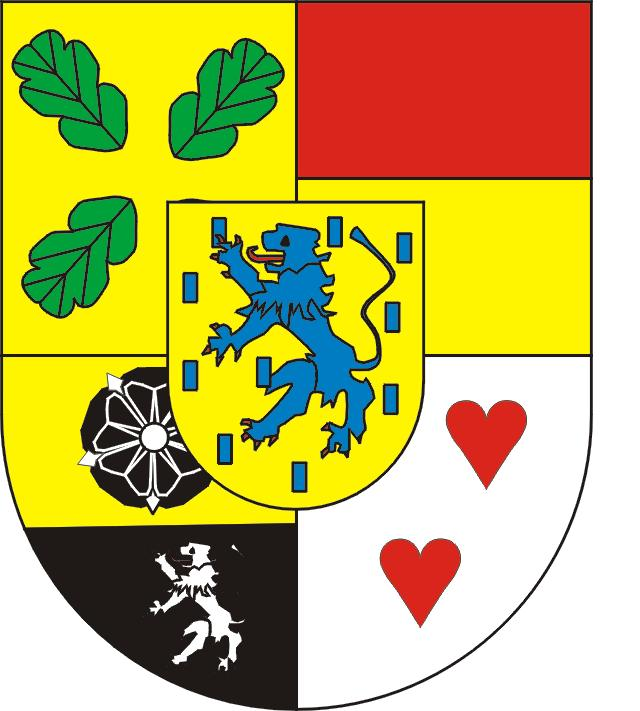
Solms-Lich
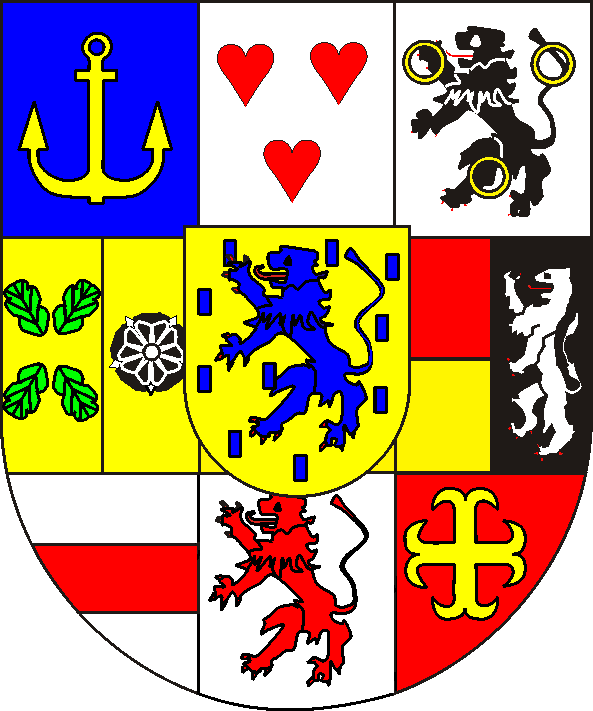
Solms-Hohensolms-Lich
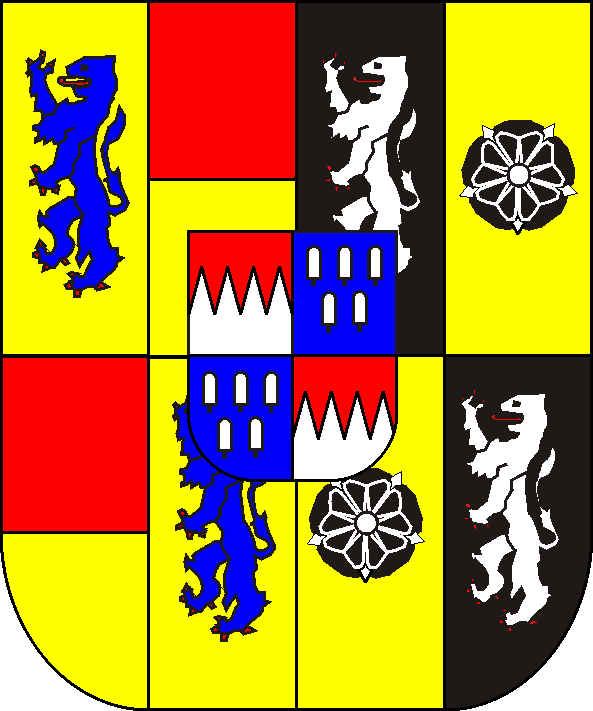
Solms-Rödelheim-Assenheim
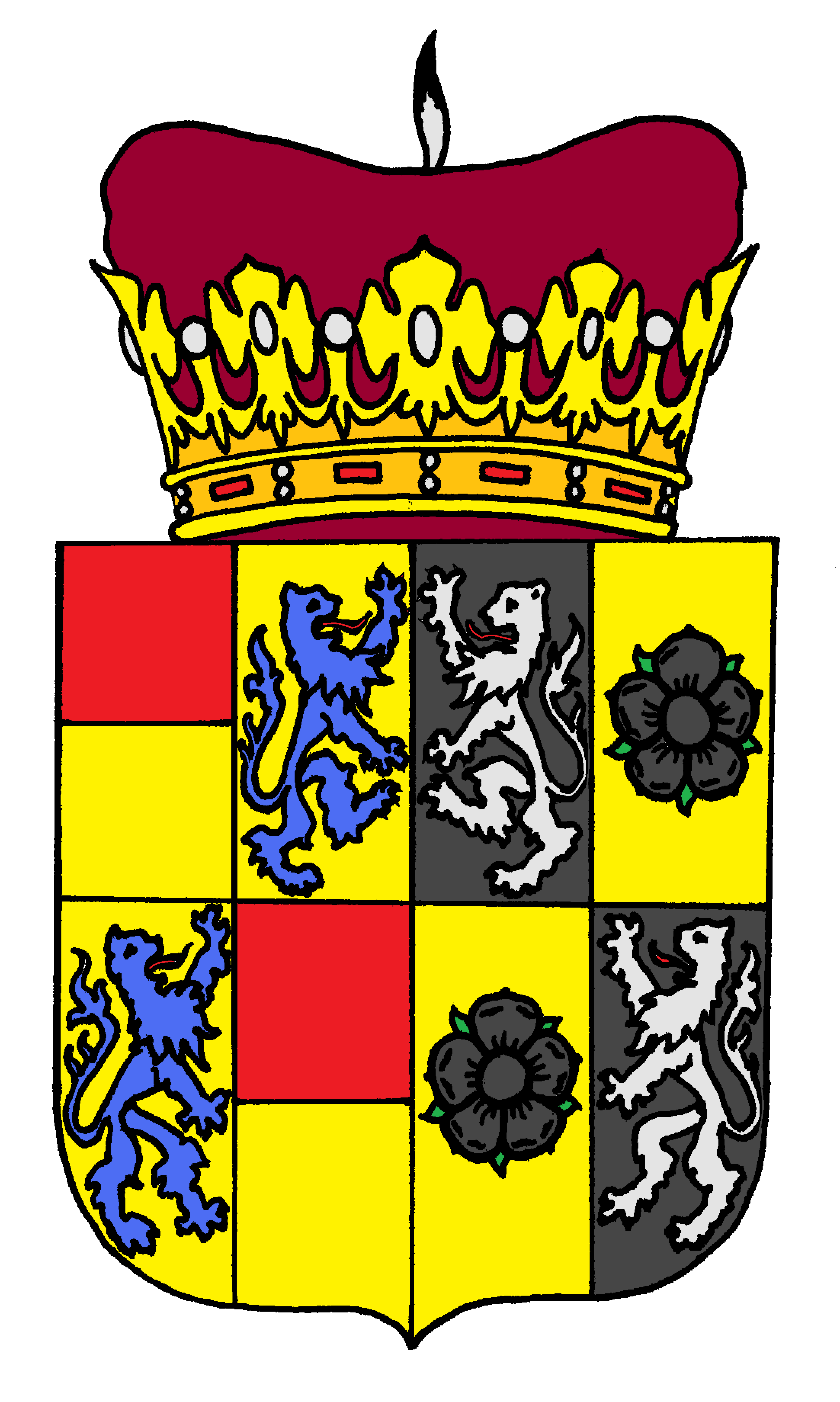
Solms-Wildenfels e Solms-Baruth